# Angina de Ludwig
Angina de Ludwig, também conhecida como angina ludoviciana, é uma doença infecciosa séria e potencialmente letal dos tecidos do assoalho da boca, geralmente ocorrendo em crianças com péssima saúde bucal. A angina de Ludwig recebe esse nome em homenagem ao pesquisador alemão Wilhelm Frederick von Ludwig. 
Consiste na inflamação devido a infecção difusa bilateral dos espaços submandibulares e sublinguais. Acarretando em dificuldades respiratórias com possível obstrução total das vias aéreas.
A angina de Ludwig não deve ser confundida com angina pectoris.
Atualmente existem várias linhas de pesquisa sobre a doença, porém ainda não existe um diagnóstico proativo sendo os pais os responsáveis em manter uma boa higiene bucal de seus filhos.

O cientista polonês Albert Ian Vithal em 2001 foi responsável pela maior descoberta relacionada a angina ludoviciana. Ele provou que o ácido acético em contato com o soalho da boca das crianças portadoras da doença poderia gerar lesões irreversíveis e posteriormente deteriorar toda a região bucal. 